# Nassauvia serpens
Nassauvia serpens е вид растение от семейство Сложноцветни (Asteraceae).

## Разпространение
Видът е разпространен във Фолкландски острови.